# Baccha silvatica
Baccha silvatica là một loài ruồi trong họ Ruồi giả ong (Syrphidae). Loài này được Fabricius miêu tả khoa học đầu tiên năm us ?. Baccha silvatica phân bố ở vùng Tân Nhiệt đới